# 刘沂春
刘沂春（？—？），字泗哲，號鲁菴，福建承宣布政使司福州府长乐县人，明朝末年官员。

## 生平
萬曆四十六年戊午科福建乡试八十三名举人，崇祯七年（1634年），刘沂春中甲戌科三甲209名进士。工部觀政，八年任浙江乌程县知县，十二年丁憂，十五年升補刑部浙江司主事，十六年被革职夺官。南明鲁王朱以海监国时，因为钱肃乐推荐，擢升为右都御史。1648年，以右都御史兼任东阁大学士，1649年十月，刘沂春因病免官。刘沂春隐居深山，卒于侯官凤冈。

## 著作
著有《珑洞集》20卷，《出云岩集》10卷，明崇祯《长乐县志》11卷。

## 家族
曾祖劉文衢，祖劉明最，父劉有志，生員；生父劉有憲。